# Palaeontologia Polonica
Palaeontologia Polonica – recenzowane czasopismo naukowe o tematyce paleontologicznej, wydawane przez Instytut Paleobiologii im. Romana Kozłowskiego PAN. Ukazuje się nieregularnie od 1929 roku, kiedy to zostało założone przez Romana Kozłowskiego. Format czasopisma pozostaje praktycznie niezmieniony od chwili jego założenia. W „Palaeontologia Polonica” publikowane są monografie, jak np. seria artykułów poświęconych rezultatom polsko-mongolskich ekspedycji paleontologicznych na pustynię Gobi. Większość artykułów publikowanych jest w języku angielskim, choć niektóre starsze prace ukazywały się po francusku. Wszystkie artykuły dostępne są obecnie dostępne w formacie PDF. Autorzy artykułów pokrywają koszty druku. Redaktorem czasopisma jest Jerzy Dzik, jednak większość wydań ma własnych redaktorów.